# Goera
Goera is een geslacht van schietmotten uit de familie Goeridae. Het is het grootste geslacht in de familie, met meer dan honderd beschreven soorten. Ze komen voor in het Holarctisch gebied en het Oriëntaals gebied, dat de grootste diversiteit aan soorten heeft.
De wetenschappelijke naam van het geslacht (als Goëra) is in 1829 voor het eerst geldig gepubliceerd door James Francis Stephens, die weliswaar verwees naar een manuscript van Hoffmannsegg.

## Soorten
- G. abaca KA Johanson & J Olah, 2008
- G. akagiae K Tanida & T Nozaki, 2006
- G. altofissura C Hwang, 1957
- G. alleni H Malicky & P Chantaramongkol, 1992
- G. anakpiatu H Malicky, 1995
- G. anaksembilan H Malicky, 1995
- G. aneityuma A Neboiss, 1986
- G. antigone H Malicky & P Chantaramongkol, 1997
- G. antiugo H Malicky & P Chantaramongkol, 1992
- G. arcuata L Yang & BJ Armitage, 1996
- G. archaon HH Ross, 1947
- G. arisudana F Schmid, 1991
- G. armata L Navas, 1933
- G. ateduna H Malicky & P Chantaramongkol, 1992
- G. atiugo H Malicky & P Chantaramongkol, 1992
- G. atra Mosely, 1938
- G. baishanzuensis L Yang & JC Morse, 1997
- G. bicuspidata L Yang & BJ Armitage, 1996
- G. calcarata Banks, 1899
- G. clavifera F Schmid, 1965
- G. conclusa Ulmer, 1905
- G. crassata F Schmid, 1965
- G. curvispina AV Martynov, 1935
- G. dairiana H Malicky, 1978
- G. dandaka F Schmid, 1991
- G. devinat H Malicky & P Chantaramongkol, 1992
- G. dierli H Malicky & P Chantaramongkol, 1992
- G. digitata AV Martynov, 1931
- G. dilatata Nozaki & Tanida, 2006
- G. dilipa F Schmid, 1991
- G. disparilis Banks, 1937
- G. diversa L Yang, 1997
- G. echo H Malicky & I Thani, 2000
- G. fijiana Banks, 1924
- G. fimbriata L Navas, 1932
- G. fissa Ulmer, 1926
- G. foliacea F Schmid, 1965
- G. fuscula Banks, 1905
- G. gaetam H Malicky, 2008
- G. galli BJ Armitage & TI Arefina, 2004
- G. gerar H Malicky, 2008
- G. gihon H Malicky, 2008
- G. gracilicornis Ulmer, 1912
- G. hageni (KH Barnard, 1934)
- G. holzschuhi H Malicky & P Chantaramongkol, 1992
- G. horni L Navas, 1926
- G. hubleyi BJ Armitage & TI Arefina, 2004
- G. ilo H Malicky & P Chantaramongkol, 1992
- G. impar Ulmer, 1930
- G. interrogationis L Botosaneanu, 1970
- G. jaewoni SJ Park & YJ Bae, 1999
- G. janaka F Schmid, 1991
- G. japonica Banks, 1906
- G. jesbak H Malicky, 2009
- G. kalimpa Mosely, 1938
- G. katugalkanda F Schmid, 1958
- G. katugastota F Schmid, 1958
- G. kausalya F Schmid, 1991
- G. kawamotonis M Kobayashi, 1987
- G. kirilagoda F Schmid, 1958
- G. kursea Mosely, 1938
- G. kyotonis M Tsuda, 1942
- G. latispina F Schmid, 1965
- G. lepidoptera F Schmid, 1965
- G. longispina Ulmer, 1907
- G. maithili F Schmid, 1991
- G. malayana FCJ Fischer, 1970
- G. mandana Mosely, 1938
- G. martynowi Ulmer, 1932
- G. matuilla H Malicky & P Chantaramongkol, 1992
- G. minor Mosely, 1938
- G. minuta Ulmer, 1927
- G. mishmia Mosely, 1938
- G. monticolaria W Mey, 1997
- G. morsei L Yang & BJ Armitage, 1996
- G. mustellina (HA Hagen, 1859)
- G. nielseni H Malicky, 1994
- G. nigricornis L Navas, 1932
- G. nigrosoma T Nozaki & K Tanida, 2006
- G. octospina Banks, 1920
- G. ogasawaraensis RB Kuranishi, 2005

- G. parabhava F Schmid, 1991
- G. paracrita F Schmid, 1991
- G. paragoda F Schmid, 1958
- G. parakiya F Schmid, 1991
- G. paramahansa F Schmid, 1991
- G. paramika F Schmid, 1991
- G. parayatta F Schmid, 1991
- G. paropadecha F Schmid, 1991
- G. parvula AV Martynov, 1935
- G. pilosa (Fabricius, 1775)
- G. prapatana H Malicky, 1978
- G. prominens Ulmer, 1911
- G. pugnio Ulmer, 1951
- G. quadripunctata F Schmid, 1959
- G. raghu F Schmid, 1991
- G. rakchasa F Schmid, 1991
- G. ramosa L Yang & BJ Armitage, 1996
- G. ranauana Ulmer, 1951
- G. recta L Yang & JC Morse, 1997
- G. redacta L Yang & BJ Armitage, 1996
- G. redsat H Malicky & P Chantaramongkol, 1992
- G. redsomar H Malicky & P Chantaramongkol, 1992
- G. relicta C Betten, 1909
- G. rolandmuelleri H Malicky & P Chantaramongkol, 1992
- G. rumaba Mosely, 1938
- G. sarayu F Schmid, 1991
- G. schefterae BJ Armitage & TI Arefina, 2004
- G. schmidi DG Denning, 1982
- G. seccio H Malicky & P Chantaramongkol, 1992
- G. shikokuensis T Nozaki & K Tanida, 2006
- G. siccana W Mey, 1998
- G. sira H Malicky & P Chantaramongkol, 1992
- G. skiasma A Neboiss, 1990
- G. solicur H Malicky & P Chantaramongkol, 1992
- G. spicata F Schmid, 1965
- G. spinosa L Yang & BJ Armitage, 1996
- G. spiralis L Yang & BJ Armitage, 1996
- G. squamifera AV Martynov, 1909
- G. stylata HH Ross, 1938
- G. tagalica Banks, 1931
- G. taiwanensis BJ Armitage & TI Arefina, 2003
- G. tajimaensis K Tanida & T Nozaki, 2006
- G. tarockana H Malicky, 1978
- G. tarumana H Malicky, 1978
- G. tecta F Schmid, 1965
- G. tenuis Ulmer, 1927
- G. townesi JC Morse, 1971
- G. tricaisema H Malicky, 1995
- G. tridens Mosely, 1938
- G. trispina Ulmer, 1930
- G. trouca H Malicky & P Chantaramongkol, 1992
- G. tungusensis AV Martynov, 1909
- G. uchina K Tanida & T Nozaki, 2006
- G. uniformis Banks, 1931
- G. vaichravana F Schmid, 1991
- G. vaidehi F Schmid, 1991
- G. valmiki F Schmid, 1991
- G. vinata F Schmid, 1991
- G. vuda KA Johanson & J Olah, 2008
- G. vulpina (HA Hagen, 1859)
- G. yajnadatta F Schmid, 1991
- G. yamamotoi (M Tsuda, 1942)